# 内根哈里
内根哈里是德国石勒苏益格－荷尔斯泰因州的一个市镇。总面积12.43平方公里，总人口346人，其中男性167人，女性179人（2011年12月31日），人口密度28人/平方公里。